# Erytrokruoryna

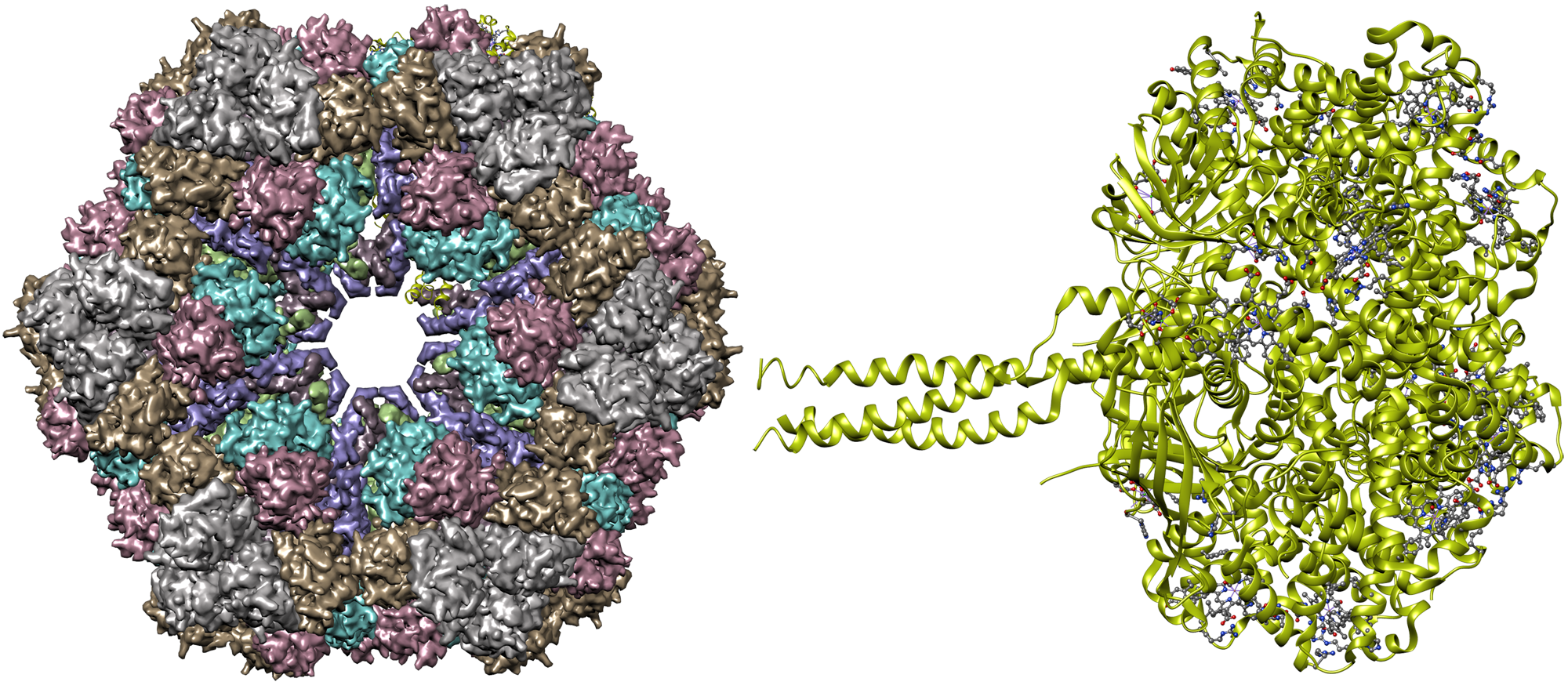
Erytrokruoryna dżdżownicy z rodzaju Lumbricus

Erytrokruoryna – metaloproteina zaliczana do hemoglobin, służąca za czerwony barwnik oddechowy we krwi pierścienic i hemolimfie niektórych stawonogów.
Erytrokruoryny występujące u pierścienic i stawonogów pozakomórkowo, np. w osoczu osiągają bardzo duże masy cząsteczkowe. Ich masa przekracza 3–3,5 miliona Daltonów. Mają one formę multimerycznych kompleksów tworzących silnie symetryczną strukturę. U dżdżownic jedna cząsteczka składa się ze 144 łańcuchów globinowych, z których każdy dysponuje własną grupą hemową, zdolną do przenoszenia tlenu. Ze względu na właściwości fizykochemiczne erytrokruoryny takie określa się wraz z występującymi u niektórych wieloszczetów chlorokruorynami wspólnym mianem dwuwarstwowych hemoglobin heksagonalnych (HBL Hbs, hexagonal bilayer haemoglobin).
Wykształcenie cząsteczek zewnątrzkomórkowych erytrokruoryn w postaci dużych kompleksów zapewnia lepszą kontrolę procesów biologicznych, w których biorą udział. Ich duże rozmiary pozwalają ograniczyć wyciek hemoglobiny i dają więcej szans na interakcje między podjednostkami. Obecność licznych centrów aktywnych w jednej cząsteczce pozwala zachować kontrolę nad lepkością roztworu przy jednoczesnym zachowaniu dużego zagęszczenia tychże centrów.
Erytrokruoryna charakteryzuje się większą odpornością na oksydację i większą stabilnością niż ludzka hemoglobina, stąd prowadzi się badania medyczne nad jej wykorzystaniem jako substytutu krwi.